# Лавриненко, Наталья Петровна
Ната́лья Петро́вна Лаврине́нко (род. 30 марта 1977, Кричев) — белорусская гребчиха, выступала за сборную Белоруссии по академической гребле во второй половине 1990-х годов. Бронзовая призёрша летних Олимпийских игр в Атланте, многократная победительница и призёрша этапов Кубка мира, республиканских и молодёжных регат. На соревнованиях представляла Могилёвскую область, заслуженный мастер спорта Республики Беларусь.

## Биография
Наталья Лавриненко родилась 30 марта 1977 года в городе Кричеве Могилёвской области Белорусской ССР. Училась в кричевской средней школе № 1. Активно заниматься академической греблей начала в возрасте тринадцати лет, проходила подготовку в могилёвском государственном училище олимпийского резерва, тренировалась под руководством таких специалистов как Дмитрий Санковский и Василий Попов. Первого серьёзного успеха добилась в 1995 году, когда попала в юниорскую сборную Белоруссии и побывала на молодёжном чемпионате мира в польской Познане, где заняла пятое место в зачёте парных четвёрок.
Благодаря череде удачных выступлений удостоилась права защищать честь страны на летних Олимпийских играх 1996 года в Атланте — в составе команды, куда также вошли гребчихи Марина Знак, Наталья Волчек, Елена Микулич, Валентина Скрабатун, Наталья Стасюк, Тамара Давыденко, Александра Панькина и рулевая Ярослава Павлович, завоевала в программе распашных восьмёрок бронзовую медаль, пропустив вперёд только экипажи из Румынии и Канады. За это достижение по итогам следующего сезона удостоена почётного звания «Заслуженный мастер спорта Республики Беларусь».
На различных этапах Кубков мира 1997, 1998 и 1999 годов Лавриненко неоднократно становилась победительницей и призёркой. На чемпионате мира во французской Савойе в парных четвёрках пришла к финишу пятой, на следующем мировом первенстве, прошедшем в Кёльне, в той же дисциплине была восьмой, так же выступила и на первенстве мира в канадском Сент-Катаринсе. В 2000 году на этапе Кубка мира в Мюнхене выиграла в парных четвёрках бронзу, однако вскоре решением Международной федерации гребного спорта была пожизненно дисквалифицирована за применение допинга — во время тренировочных сборов в Бресте в её крови обнаружили следы анаболика эпиметендиола. На этом её карьера профессиональной спортсменки фактически закончилась.
После завершения спортивной карьеры Наталья Лавриненко работала тренером по академической гребле в физкультурно спортивном-обществе «Спартак», в настоящее время работает инструктором-методистом Могилёвского государственного училища олимпийского резерва.